# Clathria pauper
Clathria pauper är en svampdjursart som beskrevs av Brøndsted 1927. Clathria pauper ingår i släktet Clathria och familjen Microcionidae. Inga underarter finns listade i Catalogue of Life.